# ジブラルタル国際空港
ジブラルタル国際空港（ジブラルタルこくさいくうこう、Gibraltar International Airport）、もしくはノース・フロント空港（North Front Airport）は、イギリスの海外領土のジブラルタルにある空港である。

## 概要
ジブラルタル国際空港はクラスAの空港にもかかわらず、ヒストリーチャンネルにおいて、「世界で最も危険な空港」第5位に選ばれている。これはジブラルタルの岩山「ザ・ロック」がそばにあり、東側からの進入はザ・ロックの崖の横にある滑走路への進入が必要であるからである。その滑走路は国境と平行に敷設されているため、用地が限られており航空機の誘導路は東側しかない。航空機は、空港の滑走路西側縁にあるターニングパッド（舗装地）で旋回して滑走路を戻ってこなくてはならず、その間、他の航空機の離着陸は待機させられる。東側、西側ともに滑走路の計器進入装置は未整備のため、目視飛行での着陸をしなければならない。
また、半島の南北が滑走路によって完全に分断されているため、ジブラルタルとスペインを結ぶ道路「ウィンストン・チャーチル・アベニュー」は滑走路を平面交差で横断している。道路は車両だけでなく歩行者も通行可能であり、滑走路を歩く体験をすることができる。空港の滑走路を一般の車両や歩行者が横断するという光景はジブラルタル国際空港の大きな特徴である。航空機の離着陸時は道路側に設置された遮断機が降り、航空機が横断し終わるまで車両や歩行者の通行が一時停止される。

## 就航航空会社と就航都市
イギリスの海外領土のためイギリス本土との航空路線が多く就航している。なお領有権を争っているスペインの航空会社は、イギリスへの抗議の意味合いもあり乗り入れを行っていないが、チャーター便がスペイン国内などと運航されている。
| 航空会社                               | 就航地                                                               |
| -------------------------------------- | -------------------------------------------------------------------- |
| ブリティッシュ・エアウェイズ           | ロンドン/ヒースロー 季節運航:ロンドン/ガトウィック                   |
| イージージェット                       | ブリストル、マンチェスター、ロンドン/ガトウィック、ロンドン/ルートン |
| ロイヤル・エア・モロッコ・エクスプレス | カサブランカ、タンジェ                                               |

## 統計
|                                    | 旅客数  | 発着数 | 貨物 (トン) |
| ---------------------------------- | ------- | ------ | ----------- |
| 2008                               | 378,603 | 3,958  | 624         |
| 2009                               | 371,231 | 4,290  | 313         |
| 2010                               | 305,325 | 3,346  | 296         |
| 2011                               | 383,013 | 3,628  | 292         |
| 2012                               | 387,219 | 3,490  | 314         |
| 2013                               | 383,876 | 3,564  | 352         |
| 2014                               | 415,103 | 3,730  | 384         |
| 2015                               | 444,336 | 4,100  | 408         |
| 2016                               | 548,230 | 4,968  | 404         |
| 2017                               | 571,184 | 4,888  | 302         |
| 出典: Gibraltar Airport Statistics |         |        |             |

## ギャラリー

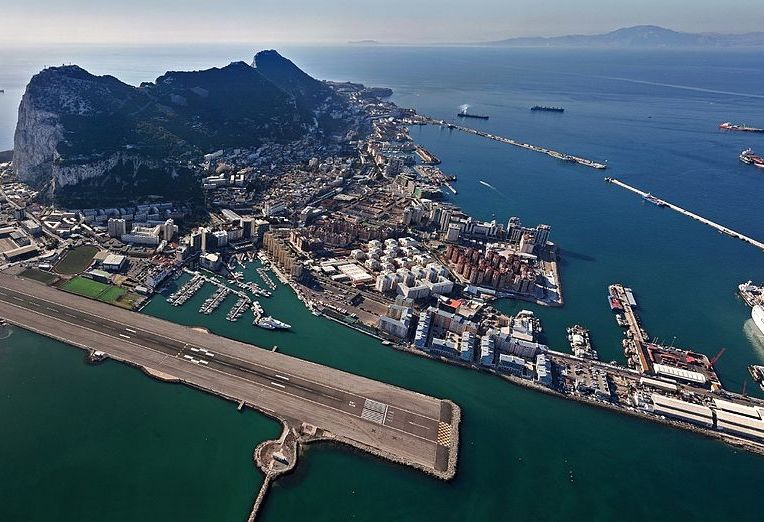
ジブラルタルの岩（ザ・ロック）と空港周辺
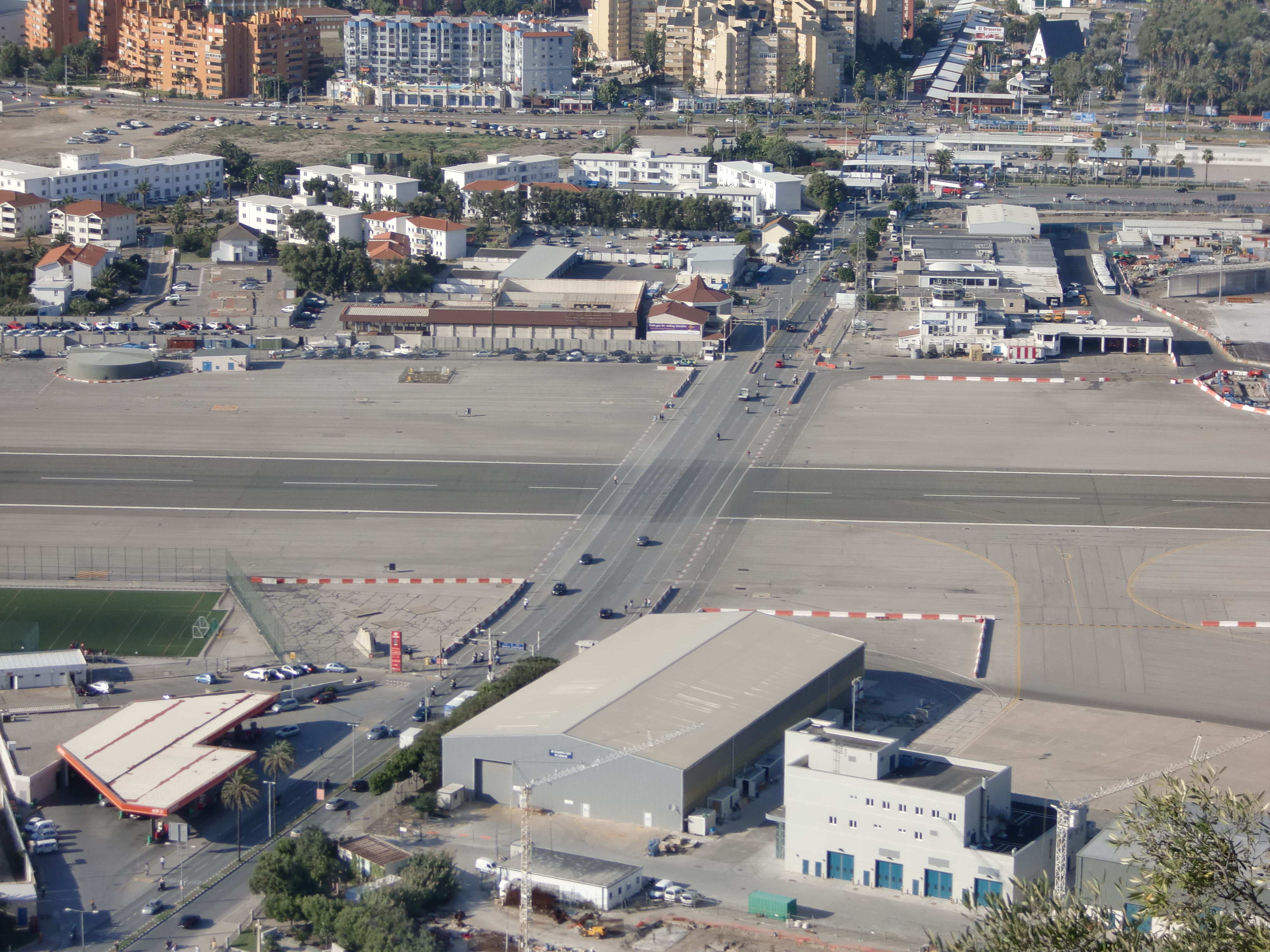
空港を横切る人々
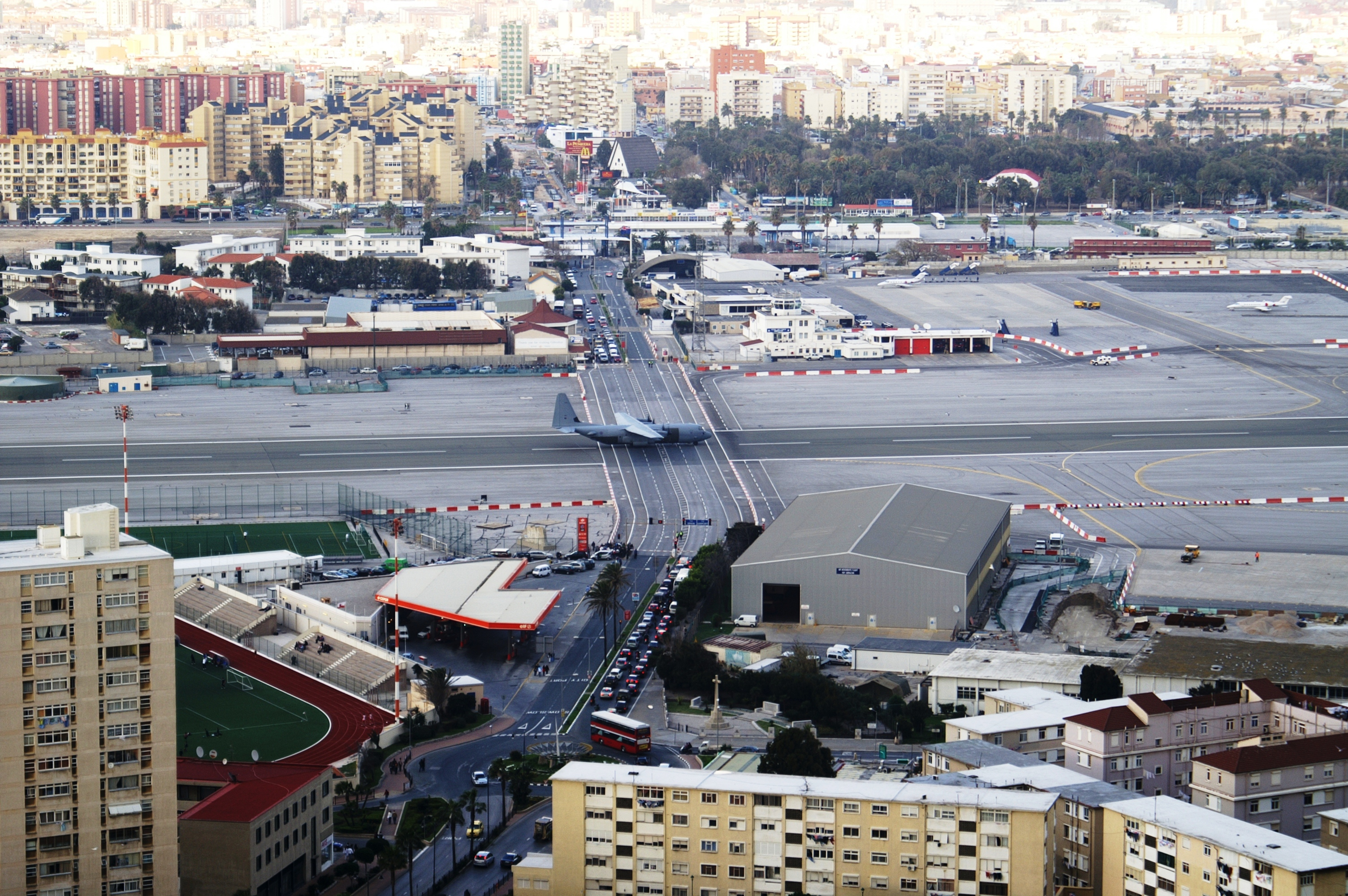
飛行機を待っている状態
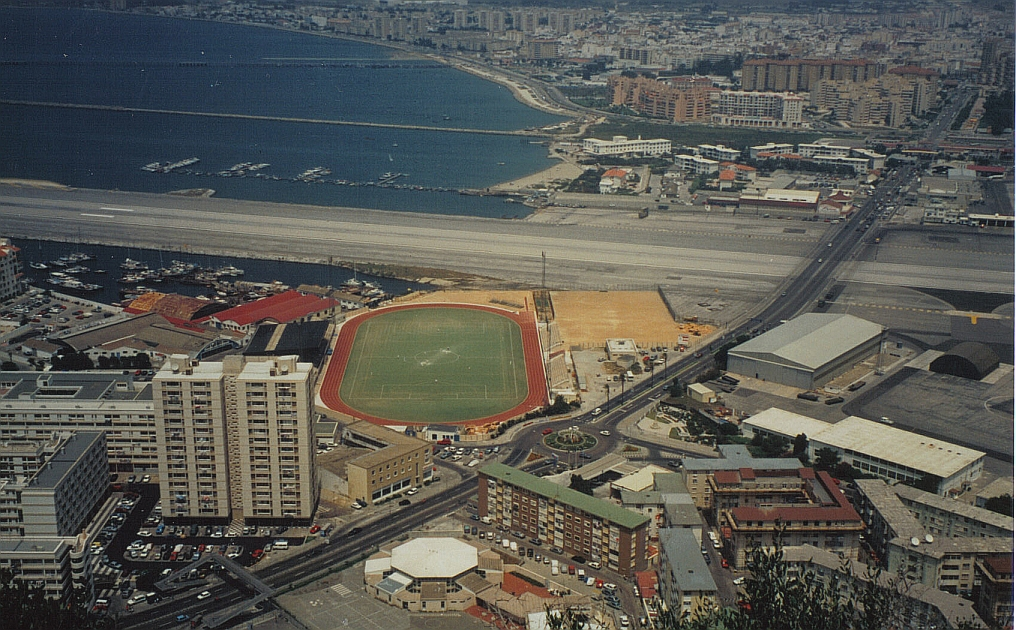
交差する箇所

空港の全景

| - ジブラルタルの岩（ザ・ロック）と空港周辺 - 空港を横切る人々 - 飛行機を待っている状態 - 交差する箇所 |